# 相模原市立谷口小学校
相模原市立谷口小学校（さがみはらしりつ やぐち しょうがっこう）は、神奈川県相模原市南区上鶴間本町5丁目にある公立小学校である。

## 教育目標
- 豊かな心を持ち、たくましく生きる子どもの育成

## 沿革
- 1981年（昭和56年）
  - 4月1日 - 南大野小学校・鹿島台小学校より分離し、独立開校。
  - 4月4日 - 落成式挙行。
  - 4月6日 - 開校式挙行。
  - 6月15日 - プール完成。
- 1982年（昭和57年）
  - 2月13日 - 校歌・校章制定。
  - 9月18日 - PTA設立。
- 1983年（昭和58年）
  - 2月28日 - 飼育舎完成。
  - 4月1日 - 「特色ある学校づくり」研究（市指定）。
  - 12月3日 - 「おはようマラソンコース」走り初め。
- 1984年（昭和59年）6月20日 - アスレチック作り開始（12月5日完成）。
- 1988年（昭和63年）4月1日 - 「自然、人とのふれあい」実践校（県委託）。「福祉教育」普及校（市指定）。
- 1989年（平成元年）
  - 4月1日 - 「教育活動形態」研究校（県委託）。
  - 11月10日 - 創立10周年記念式典挙行。
  - 11月26日 - 創立十周年記念「ふれあいバザー」開催。
- 1991年（平成3年）
  - 3月22日 - 「おはようマラソン記録板」設置（卒業制作）。
  - 4月1日 - 神奈川県教育委員会実践研究校「学校運営のあり方等の研究」。相模原市教育委員会実践研究校「特別活動の研究」。
  - 10月15日 - 校長室改修工事完成。
- 1992年（平成4年）
  - 1月8日 - パソコンルーム使用開始。
  - 3月10日 - 学校菜園とアスレチック遊具改修工事が完成。
- 1993年（平成5年）3月末 - 体育用砂場移設。低鉄棒6連と観察池（なかよし池）が完成。
- 1994年（平成6年）
  - 3月末 - 多目的室を間仕切りし、2教室完成。
  - 9月14日 - 校舎外壁塗装完成。
- 1995年（平成7年）
  - 2月28日 - 丸太ステップ完成。
  - 6月10日 - 「でこぼこ山」盛り土完成。
  - 11月21日 - 創立15周年記念植樹。
- 1996年（平成8年）3月10日 - プレハブ倉庫完成。
- 1997年（平成9年）3月31日 - 校舎増築（特別教室(多目的室、家庭科室、図書室、図工室)）。
- 1998年（平成10年）3月末 - 楽焼庫完成。
- 2000年（平成12年）
  - 3月24日 - 外用トイレ完成。
  - 11月18日 - 創立20周年記念事業「ふれあい体験学習」開催。
  - 12月2日 - 創立20周年記念式典挙行し、記念として「花みずき」植樹。
- 2001年（平成13年）
  - 5月28日 - 水田完成。
  - 10月15日 - 一時収納倉庫完成。
- 2002年（平成14年）12月12日 - なかよし池側フェンス完成。
- 2004年（平成16年）
  - 2月23日 - 校庭南側防球ネットフェンス完成。
  - 3月末 - 谷口児童クラブ完成。
- 2005年（平成17年）8月末 - 体育館床壁塗装工事完了。
- 2006年
  - 2月28日 - プール機械室改修工事完了。
  - 3月10日 - トイレ改造工事（1・2・3階東側トイレと4階西側トイレ）終了。
  - 8月末 - 普通教室冷房完備。
- 2008年（平成20年）4月1日 - 特別支援学級「ひかり級」（1組・2組）開設。
- 2009年（平成21年）
  - 8月 - 創立30周年記念事業として、ビオトープの整備を行う。
  - 10月 - 創立30周年記念事業として、「三十周年スローガン」制定。
- 2010年（平成22年）
  - 2月 - 創立30周年記念事業として、「エコキャップ回収運動」実施。
  - 6月10日 - 創立30周年記念航空写真撮影。
  - 9月18日 - 創立30周年記念文化的事業開催。
  - 11月27日 - 創立30周年記念式典挙行し、グリーンホール相模大野にて「谷口コンサート」開催。
- 2011年（平成23年）
  - 10月30日 - 校舎西側トイレ全面改修。
  - 11月8日 - 研究発表「伝え合いを通して考えを深めるために」（市委託）。
  - 12月12日 - IP電話を各教室に完備。
- 2012年（平成24年）7月23日 - 給食室調理用焼き物機設置。
- 2013年（平成25年）2月22日 - シャワー室完成。
- 2014年（平成26年）
  - 8月31日 - でこぼこ山完成。
  - 11月7日 - 体育館改修完了。
  - 12月18日 - 谷口児童クラブを校庭に新設。
- 2015年（平成27年）
  - 3月3日 - さがみ風っ子ISO認定。
  - 9月2日 - 旧谷口児童クラブ撤去。
- 2016年（平成28年）2月26日 - 給食室非常用発電設備整備。
- 2020年（令和2年）12月13日 - 学校内LAN工事完了。
- 2021年（令和3年）
  - 2月8日 - 創立40周年記念航空写真撮影
  - 3月12日 - 自動水栓設置
  - 8月19日 - 校庭遊具移転
- 2022年（令和4年）
  - 3月3日 - 谷口児童クラブ第2棟新設。
  - 8月24日 - 職員玄関全面改修。パソコン室、オープンスペースを通常教室化工事実施し、4教室完成。
  - 9月1日 - プール解体工事終了。
  - 10月7日 - 校庭門改修。

## 児童数・学級数
- 本校の児童数は全学年合計で547人。学級数は全学年合計で22学級となっている（2024年（令和6年）5月1日現在）[1]。

## 通学区域
- 相模原市南区[2]
  - 上鶴間本町3丁目（全域）
  - 上鶴間本町4丁目（1番〜50番・51番(4号〜24号・41号〜49号)・52番(1号〜10号・28号〜30号)）
  - 上鶴間本町5丁目（1番〜20番・33番）
  - 上鶴間本町6丁目（3番(9号・10号・13号〜15号・20号)・12番17号・13番14号・14番(2号〜25号)・15番〜20番・21番(1号・2号・31号〜37号・41号〜43号)）

## 進学境中学校
- 相模原市南区[3]
  - 相模原市立谷口中学校

## 周辺
下述の通り、本校は神奈川・東京都県境に接しているため、「◯」印が付されている施設は東京都町田市に所在する。
- 境川 - 神奈川・東京都県境。
- 相模原谷口郵便局
- スーパー三和上鶴間店
- ◯原町田親水広場 - 境川右岸
- ◯原町田青空ひろば

## 交通アクセス
- JR東日本横浜線町田駅（ターミナル口）から、徒歩約665m・約10分。
- 小田急電鉄小田原線
  - 町田駅（西口）から、徒歩約1.1km・約17分。
  - 相模大野駅（東口(南出口)）から、徒歩約910m・約14分。